# NGC 1403
NGC 1403 је спирална галаксија у сазвежђу Еридан која се налази на NGC листи објеката дубоког неба.
Деклинација објекта је - 22° 23' 20" а ректасцензија 3h 39m 10,8s. Привидна величина (магнитуда) објекта NGC 1403 износи 12,7 а фотографска магнитуда 13,7. Налази се на удаљености од 45,041 милиона парсека од Сунца. NGC 1403 је још познат и под ознакама ESO 482-25, MCG -4-9-41, NPM1G -22.0085, PGC 13445.